# Constância de Jesus
Constância de Jesus ist eine Politikerin aus Osttimor. Sie ist Mitglied der FRETILIN.
Jesus hatte sich in ihrem Heimatdorf in Cova Lima bereits früh in der FRETILIN und im Widerstand gegen die indonesischen Besatzung eingesetzt.
Jesus wurde bei den Wahlen 2001 auf Platz 43 der FRETILIN-Liste in die Verfassunggebende Versammlung gewählt, aus der mit der Entlassung in die Unabhängigkeit am 20. Mai 2002 das Nationalparlament Osttimors wurde. Im Parlament war Jesus Mitglied der Kommission F (Kommission für Gesundheit, Soziale Angelegenheiten, Solidarität und Arbeit). Schwierigkeiten bereiteten ihr Unterlagen, die in Portugiesisch verfasst waren, da sie die Sprache nicht sprach. Daher nahm sie an den Sprachkursen für Abgeordnete teil.
Während der letzten Gewaltwelle der indonesischen Besatzer 1999 hatte Jesus, wie viele andere Osttimoresen, den Großteil ihres Besitzes verloren, als ihr Haus niedergebrannt wurde. 2002 lebte sie noch, obwohl sie Abgeordnete war, mit ihrer Familie in einer Hütte ohne Dach. Bei den Unruhen in Osttimor 2006 war Manuel Amaral, der Bruder von Jesus, einer der acht Polizisten, die am 25. Mai bei einem Feuergefecht mit den rebellierenden Soldaten ums Leben kamen.
Bei den Parlamentswahlen in Osttimor 2007 hatte Jesus den Listenplatz 40 der FRETILIN inne, die Partei erhielt in dem verkleinerten Parlament aber nur noch 21 Sitze. Zu dieser Zeit war Jesus Mitglied des Zentralkomitees der FRETILIN (CCF). 2012 trat Jesus nicht mehr an.
Später war Jesus Direktorin der Abteilung Sozialkommunikation der Fakultät für Sozialwissenschaften der Universidade Nasionál Timór Lorosa'e (UNTL).

## Veröffentlichungen (Auswahl)
- Strategi komunikasi dalam pengembangan pariwisata kota Dili Timor Leste (indonesisch).